# مسیر نفرت
مسیر نفرت (ایتالیایی: Il sentiero dell'odio) یک فیلم ملودرام ایتالیایی به کارگردانی سرجو گریکو است که در سال ۱۹۵۰ منتشر شد.

## بازیگران
- مارینا برتی
- آندره‌آ ککی
- کارلا دل پوجو
- ویتوریو دوسه
- ککو ریسونه
- آلساندرو فرسن
- پی‌یرو لولی
- رناتو مالاواسی
- ارمانو راندی